# 1979年美國職棒大聯盟選秀
1979年美國職棒大聯盟選秀為大聯盟第15屆選秀。於美國時間6月5日至7日舉行，西雅圖水手的艾爾·錢伯斯為該年的首輪選秀狀元。

## 第一輪選秀
圖示
|  | 入選美國職棒大聯盟全明星賽的球員     |
|  | 入選美國國家棒球名人堂暨博物館的球員 |

| 順位 | 球員             | 球隊             | 位置   | 畢業學校               |
| 1    | 艾爾·錢伯斯      | 西雅圖水手       | 外野手 | 約翰·哈里斯高中        |
| 2    | 提姆·里爾瑞      | 紐約大都會       | 右投   | 加利福尼亞大學         |
| 3    | 傑·許洛德        | 多倫多藍鳥       | 捕手   | 帕里薩德斯特許高中     |
| 4    | 布萊德·康敏斯基  | 亞特蘭大勇士     | 外野手 | 尚恩尼高中             |
| 5    | 胡安·布斯塔巴德* | 奧克蘭運動家     | 游擊手 | 席亞雷-邁阿密湖高中    |
| 6    | 安迪·凡·史萊克   | 聖路易紅雀       | 外野手 | 新哈特福高中           |
| 7    | 約翰·波奈特      | 克里夫蘭印地安人 | 左投   | 詹姆斯·霍根博士高中    |
| 8    | 約翰·米澤洛克    | 休士頓太空人     | 捕手   | 普恩蘇陶尼高中         |
| 9    | 史蒂夫·布切利*   | 芝加哥白襪       | 游擊手 | 瑟維特高中             |
| 10   | 提姆·瓦拉奇      | 蒙特婁博覽會     | 一壘手 | 加州州立大學富勒頓分校 |
| 11   | 凱文·布蘭特      | 明尼蘇達雙城     | 外野手 | 奈庫薩高中             |
| 12   | 喬恩·珀爾曼      | 芝加哥小熊       | 右投   | 貝勒大學               |
| 13   | 瑞克·李奇        | 底特律老虎       | 外野手 | 密西根大學             |
| 14   | 喬迪·朗斯佛      | 聖地牙哥教士     | 一壘手 | 威爾考克斯高中         |
| 15   | 史考特·賈瑞爾茲  | 舊金山巨人       | 右投   | 巴克利-羅達高中        |
| 16   | 史蒂夫·豪爾      | 洛杉磯道奇       | 左投   | 密西根大學             |
| 17   | 傑瑞·唐·葛里頓   | 德州遊騎兵       | 左投   | 德克薩斯大學奧斯汀分校 |
| 18   | 瑞克·盧肯*       | 舊金山巨人       | 右投   | 春木高中               |
| 19   | 瑞奇·塞爾海默    | 芝加哥白襪       | 捕手   | 布倫罕高中             |
| 20   | 丹·拉馬爾        | 辛辛那提紅人     | 捕手   | 貝萊爾高中             |
| 21   | 艾特利·漢馬克    | 堪薩斯市皇家     | 左投   | 東田納西州立大學       |
| 22   | 麥克·蘇利文      | 辛辛那提紅人     | 右投   | 克萊門森大學           |
| 23   | 克里斯·貝克      | 底特律老虎       | 外野手 | 里馮尼亞-富蘭克林高中  |
| 24   | 鮑伯·蓋倫        | 聖地牙哥教士     | 捕手   | 克萊兒蒙特高中         |
| 25   | 史蒂夫·佩瑞      | 洛杉磯道奇       | 右投   | 密西根大學             |
| 26   | 麥克·史坦豪斯    | 奧克蘭運動家     | 外野手 | 哈佛大學               |

## 補償選秀
1. ↑  因加州天使簽下自由球員吉姆·巴爾（英语：Jim Barr）而得到補償選秀
2. ↑  因匹茲堡海盜簽下自由球員李·拉西（英语：Lee Lacy）而得到補償選秀
3. ↑  因巴爾的摩金鶯簽下自由球員史蒂夫·史東（英语：Steve Stone (baseball)）而得到補償選秀
4. ↑  因費城費城人簽下自由球員彼得·羅斯而得到補償選秀
5. ↑  因密爾瓦基釀酒人簽下自由球員吉姆·史拉頓（英语：Jim Slaton）而得到補償選秀
6. ↑  因洛杉磯道奇簽下自由球員戴瑞爾·湯瑪斯（英语：Derrel Thomas）而得到補償選秀
7. ↑  因紐約洋基簽下自由球員湯米·約翰（英语：Tommy John）而得到補償選秀
8. ↑  因波士頓紅襪簽下自由球員史蒂夫·倫科（英语：Steve Renko）而得到補償選秀

## 其他著名球員[3]
- 米爾特·湯普森（英语：Milt Thompson (baseball)）, 第2輪, 29順位被亞特蘭大勇士選走
- 丹·馬里諾（英语：Dan Marino）, 第4輪, 99順位被堪薩斯市皇家選走
- 馬克·瑟蒙德（英语：Mark Thurmond）, 第5輪, 118順位被聖地牙哥教士選走
- 羅恩·賈登海爾（英语：Ron Gardenhire）, 第6輪, 132順位被紐約大都會選走
- 比爾·多南（英语：Bill Doran (second baseman)）, 第6輪, 138順位被休士頓太空人選走
- 哈洛德·雷諾茲（英语：Harold Reynolds）, 第6輪, 144順位被聖地牙哥教士選走, 但未簽約
- 馮·海耶斯（英语：Von Hayes）, 第7輪, 163順位被克里夫蘭印地安人選走
- 強尼·雷（英语：Johnny Ray (second baseman)）, 第12輪, 294順位被休士頓太空人選走
- 皮特·歐布萊恩（英语：Pete O'Brien (first baseman)）, 第15輪, 381順位被德州遊騎兵選走
- 巴德·布拉克, 第17輪, 417順位被巴爾的摩金鶯選走
- 奧勒爾·赫西瑟, 第17輪, 440順位被洛杉磯道奇選走
- 約翰·艾爾威（英语：John Elway）, 第18輪, 463順位被加州天使選走, 但未簽約
- 丹·馬丁利, 第19輪, 493順位被芝加哥小熊選走
- 布瑞特·巴特勒, 第23輪, 573順位被亞特蘭大勇士選走
- 柯特·瓦納（英语：Curt Warner）, 第32輪, 784順位被費城費城人選走

## 外部連結
- MLB.com - 1979 Draft Tracker (all rounds)
- MLB.com - Draft History （页面存档备份，存于）
- Complete draft list from The Baseball Cube database （页面存档备份，存于）

| 前任： 鮑伯·霍爾納 | 選秀狀元 艾爾·錢伯斯 | 繼任： 達里爾·斯塔比雷 |